# Operacja Atalanta

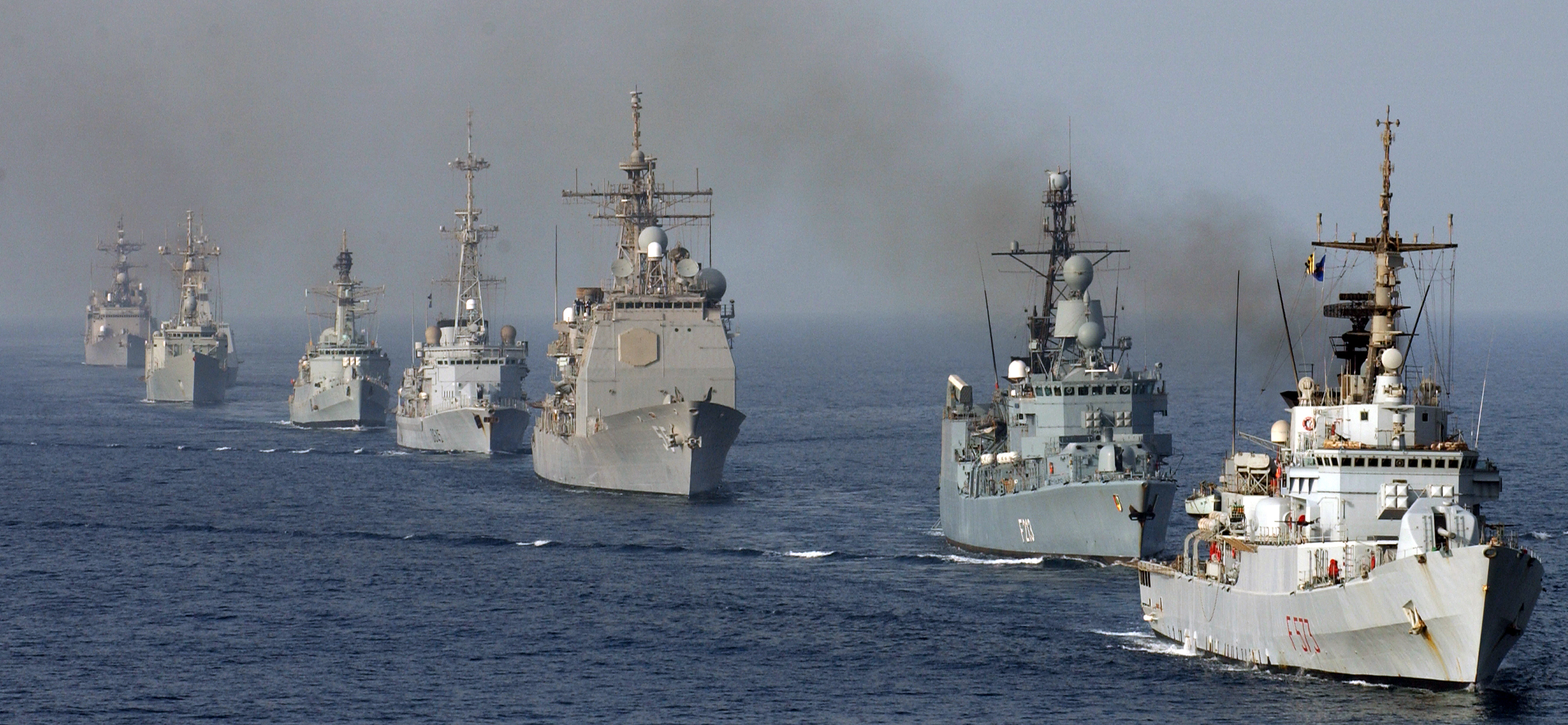
Okręty CTF-150 u wybrzeży Somalii (nie będące w składzie Operacji Atalanta)

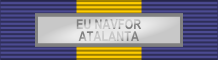
Baretka medalu
za Operację Atalanta
(typ 1.)

Baretka medalu
za Operację Atalanta
(typ 2.)

Operacja EUNavFor Atalanta (The European Union Naval Force Somalia – Operation Atalanta) – antypiracka operacja morska i wojskowa Unii Europejskiej rozpoczęta 8 grudnia 2008 u wybrzeży Somalii. Priorytetem operacji jest ochrona statków na tamtejszych akwenach przed somalijskimi piratami. Jest to pierwsza operacja Unii Europejskiej na morzu. W skład kontyngentu wchodzi europejska flota powietrzno-morska: sześć okrętów wojennych oraz trzy samoloty z ośmiu krajów UE. Dowódcą misji został brytyjski wiceadmirał Philip Jones, natomiast na kwaterę główną operacji wybrano Northwood, na brytyjskim wybrzeżu. Okręty unijne mogą używać ognia, schwytani piraci są stawiani przed sądem państwa, którego siły ich schwytały.
Kolejna zmiana NATO w ramach unijnej operacji Atalanta rozpoczęła się 24 marca 2009 roku. W wyniku tego do wód Zatoki Adeńskiej przybyły kolejne okręty. Następną operacją NATO była operacja Ocean Shield, zainicjowana 17 sierpnia 2009 roku.
Mandat operacji przedłużony został do końca 2014 roku.

## Jednostki zaangażowane w operację

### Okręty wojenne
Okręty wchodzące w skład operacji Eunavfor Atalanta, pływające w Rogu Afryki w sierpniu 2009:
- Fregata rakietowa typu Santa Maria „Numancia” (F83)
- „Marques de la Ensenada” (A11)
- Fregata rakietowa typu 122 „Rheinland-Pfalz” (F209)
- Fregata rakietowa typu 122 „Emden” (F210)
- okręt zaopatrzeniowy „Berlin” (A1411)
- Fregata rakietowa typu 22 „Regele Ferdinand” (F221)
- Fregata rakietowa typu Floréal „Nivôse” (F732)
- Fregata rakietowa typu La Fayette „Aconit”
- Korweta typu A69 „Commandant Bouan” (F797)
- Okręt patrolowy „Albatros (P681)”
- Fregata rakietowa typu Elli „Nikiforos Fokas” (F666)
- Fregata rakietowa typu Fridtjof Nansen „Fridtjof Nansen”
- Fregata rakietowa typu Maestrale „Maestrale” (F570)(inne języki)
- HMS „Trossö” (A264)
- Korweta rakietowa typu Stockholm HMS „Stockholm” (K11)
- Korweta rakietowa typu Stockholm HMS „Malmö” (K12)

Jednostki używane w późniejszym okresie (m.in.):
- stawiacz min „Pohjanmaa” (01)[6]
- okręt wsparcia logistycznego „Carlskrona” (P 04) (w 2010)[7]

### Samoloty
- Lockheed Corporation, Lockheed P-3 Orion
- Lockheed Corporation, Lockheed P-3 Orion
- Dassault Falcon 50